# Les Enfants de la Terre (chanson)
Pour les articles homonymes, voir Les Enfants de la Terre.
 (août 2011).
Si vous disposez d'ouvrages ou d'articles de référence ou si vous connaissez des sites web de qualité traitant du thème abordé ici, merci de compléter l'article en donnant les références utiles à sa vérifiabilité et en les liant à la section « Notes et références ».
Les Enfants de la Terre est une chanson créée par Annie Cordy dans le film Il était une fois … Annie Cordy (production TV5-RTBF) en 1998, sur des paroles de Pierre Delanoë et une musique de Didier Van Damme.